# Sertanópolis
Sertanópolis là một đô thị thuộc bang Paraná, Brasil. Đô thị này có diện tích 505,528 km², dân số năm 2007 là 16027 người, mật độ 31,2 người/km².